# Gavin Keneally
Hon. Gavin Francis Keneally (* 5. Oktober 1933; † 5. September 2020) war ein australischer Politiker der Labor Party, der unter anderem zwischen 1970 und 1989 Mitglied des South Australian House of Assembly, von 1977 bis 1979 Vorsitzender der Ausschüsse und dadurch stellvertretender Sprecher des House of Assembly sowie mehrmals Minister war.

## Leben
Gavin Francis Keneally wurde bei der Wahl am 30. Mai 1970 für die Labor Party im Wahlkreis Stuart erstmals zum Mitglied des South Australian House of Assembly gewählt, des Unterhauses des Parlaments von South Australia, und löste dabei seinen Parteifreund und ehemaligen Sprecher der Legislativversammlung Lindsay Riches ab. Er vertrat diesen Wahlkreis bis zu seinem Verzicht auf eine erneute Kandidatur bei der Wahl am 25. November 1989, woraufhin seine Parteifreundin Colleen Hutchison diesen Wahlkreis übernahm. Während seiner Parlamentszugehörigkeit war er zwischen dem 19. Juni 1973 und dem 5. Oktober 1977 Mitglied des Ausschusses für öffentliche Finanzen (Public Accounts Committee). 
Am 6. Oktober 1977 wurde Keneally als Nachfolger des zum Sprecher (Speaker) gewählten Gil Langley als Deputy Speaker and Chairman of Committees zum stellvertretenden Sprecher und Vorsitzenden der Ausschüsse der Legislativversammlung gewählt und bekleidete diese Funktionen bis zum 11. Oktober 1979, woraufhin Graham Gunn von der Liberal Party diese Funktionen übernahm. Im Anschluss war er zwischen dem 11. Oktober 1979 und dem 7. Dezember 1982 abermals Mitglied des Ausschusses für öffentliche Finanzen.
Nach dem Wahlsieg der Labor Party bei der Wahl am 6. November 1982 wurde Gavin Keneally am 10. November 1982 in die Regierung von Premier John Bannon berufen und bekleidete in dieser bis zum 16. Juli 1985 das Amt als Tourismusminister (Minister of Tourism). Er fungierte zudem zwischen dem 10. November 1982 und dem 10. Februar 1984 als Chief Secretary und damit als Chefsekretär der Regierung. Nach einer Umbildung der Regierung war er vom 10. Februar 1984 bis zum 16. Juli 1985 Minister für Kommunalverwaltung (Minister of Local Government) sowie zuletzt zwischen dem 16. Juli 1985 und dem 20. April 1989 Verkehrsminister (Minister of Transport). Am 2. August 1990 wurde ihm der Höflichkeitstitel The Honourable verliehen.

## Hintergrundliteratur
- Parliament of South Australia: Statistical Record of the Legislature 1836–2007 (Memento vom 11. März 2019 im Internet Archive)

## Weblink
- Hon Gavin Keneally. In: Parlament von South Australia. Abgerufen am 10. April 2024 (englisch).